# Kabinett Zeyer II
Als Kabinett Zeyer II bezeichnet man die saarländische Landesregierung unter Ministerpräsident Werner Zeyer (CDU) vom 23. Mai 1980 bis zum 9. April 1985.
Nach den Landtagswahlen vom 27. April 1980 bildete sich erneut eine Koalition aus CDU und FDP/DPS. Werner Zeyer wurde vom Landtag des Saarlandes in dessen achter Legislaturperiode wiedergewählt. Da Zeyer am 10. Juli 1984 praktisch alle CDU-Minister austauschte wird das Kabinett danach bisweilen als Kabinett Zeyer III genannt, zum Ministerpräsidenten wurde er allerdings nicht noch einmal gewählt.
Seinem Kabinett gehörten an:
| Amt                                                                                                 | Name                                                 | Partei | Partei  |
| --------------------------------------------------------------------------------------------------- | ---------------------------------------------------- | ------ | ------- |
| Ministerpräsident                                                                                   | Werner Zeyer                                         |        | CDU     |
| Minister des Inneren                                                                                | Rainer Wicklmayr                                     |        | CDU     |
| Minister der Finanzen                                                                               | Gerhard Zeitel                                       |        | CDU     |
| Minister für Rechtspflege ab 1. September 1981: Minister für Rechtspflege und Bundesangelegenheiten | Franz Becker                                         |        | CDU     |
| Minister für Kultus, Bildung und Sport                                                              | Wolfgang Knies                                       |        | CDU     |
| Ministerin für Arbeit, Gesundheit und Sozialordnung                                                 | Rosemarie Scheurlen                                  |        | FDP/DPS |
| Minister für Wirtschaft, Verkehr und Landwirtschaft                                                 | Werner Klumpp (bis 14. Juli 1982)                    |        | FDP/DPS |
| Minister für Wirtschaft, Verkehr und Landwirtschaft                                                 | Edwin Hügel (14. Juli 1982 bis 4. Oktober 1983)      |        | FDP/DPS |
| Minister für Wirtschaft, Verkehr und Landwirtschaft                                                 | Walter Henn (11. Oktober 1983 bis 22. Dezember 1983) |        | FDP/DPS |
| Minister für Wirtschaft, Verkehr und Landwirtschaft                                                 | Horst Rehberger (ab 11. Januar 1984)                 |        | FDP/DPS |
| Minister für Umwelt, Raumordnung und Bauwesen                                                       | Günther Schacht                                      |        | CDU     |

| Amt                                                 | Name                | Partei | Partei  |
| --------------------------------------------------- | ------------------- | ------ | ------- |
| Ministerpräsident                                   | Werner Zeyer        |        | CDU     |
| Minister des Inneren                                | Werner Scherer      |        | CDU     |
| Minister für Rechtspflege und Bundesangelegenheiten | Wolfgang Knies      |        | CDU     |
| Minister der Finanzen                               | Edmund Hein         |        | CDU     |
| Minister für Kultus, Bildung und Sport              | Gerhard Zeitel      |        | CDU     |
| Ministerin für Arbeit, Gesundheit und Sozialordnung | Rosemarie Scheurlen |        | FDP/DPS |
| Minister für Wirtschaft, Verkehr und Landwirtschaft | Horst Rehberger     |        | FDP/DPS |
| Minister für Umwelt, Raumordnung und Bauwesen       | Berthold Budell     |        | CDU     |